# Cueta longula
Cueta longula är en insektsart som beskrevs av Navás 1926. Cueta longula ingår i släktet Cueta och familjen myrlejonsländor. Inga underarter finns listade i Catalogue of Life.